# Province de Tahuamanu
La province de Tahuamanu (en espagnol : Provincia de Tahuamanu) est l'une des trois provinces de la région de Madre de Dios, au sud du Pérou. Son chef-lieu est la ville d'Iñapari.

## Géographie
La province couvre une superficie de 21 196,88 km2. Elle est limitée au nord par le Brésil, à l'est par la Bolivie, au sud par la province de Tambopata et à l'ouest par la région d'Ucayali.

## Population
La population de la province s'élevait à 7 429 habitants en 2005.

## Subdivisions
La province de Tahuamanu est divisée en trois districts :
- Iberia
- Iñapari
- Tahuamanu